# Strangford (circonscription du Parlement britannique)
Strangford est une circonscription électorale britannique située en Irlande du Nord.